# Peter E. Berger
Peter Edward Berger  (* 30. Mai 1944 in Los Angeles, Kalifornien; † 22. September 2011 in Calabasas, Kalifornien) war ein US-amerikanischer Filmeditor, der bisher die meisten Star-Trek-Filme schnitt und 1988 mit einer Oscarnominierung für den Besten Schnitt bedacht wurde.

## Leben
Peter Edward Berger wurde Sohn des US-amerikanischen Editors Fred W. Berger in Los Angeles geboren. Nachdem er seine Wehrpflicht während des Vietnamkrieges in Korea ableistet, studierte er an der UCLA und begann in der Schnittabteilung bei NBC zu arbeiten, wo er Spots für Fernsehshows schnitt. Bevor er mit dem Actionfilm Hot Potato seinen ersten Filmschnitt eigenverantwortlich führte, assistierte er unter anderem Michael Kahn bei Filmen wie The Savage Is Loose und The Devil’s Rain. Es war auch Kahn, mit dem Berger seinen größten Erfolg in seiner Karriere teilte, denn für den gemeinsamen Schnitt an Eine verhängnisvolle Affäre erhielten beide eine Oscarnominierung für den Besten Schnitt und wurden mit dem British Academy Film Award für den Besten Schnitt ausgezeichnet.
Außerdem ist Peter E. Berger der Editor, der mit Star Trek IV: Zurück in die Gegenwart, Star Trek V: Am Rande des Universums, Star Trek: Treffen der Generationen, Star Trek: Der erste Kontakt und Star Trek: Der Aufstand die meisten Star-Trek-Kinofilme schnitt.
Am 22. September 2011 verstarb Berger nach schwerer Krankheit an Leukämie und hinterließ seine Ehefrau, einen Sohn und eine Tochter, sowie fünf Enkelkinder.

## Filmografie (Auswahl)
- 1976: Hot Potato
- 1977: Die Meute (The Pack)
- 1979: The Promise
- 1980: Einmal Scheidung, bitte! (The Last Married Couple in America)
- 1980: Tracy trifft den lieben Gott (Oh, God! Book II)
- 1981: Ein Montag im Oktober (First Monday in October)
- 1981: Meine liebe Rabenmutter (Mommie Dearest)
- 1982: Monsignor
- 1983: The Face of Rage (Fernsehfilm)
- 1983: Staying Alive
- 1983: Hobson’s Choice (Fernsehfilm)
- 1984: Burning Rage (Fernsehfilm)
- 1984: Tod eines Teenagers (Silence of the Heart, Fernsehfilm)
- 1985: Tödliche Schlagzeilen (Scandal Sheet, Fernsehfilm)
- 1985: Fäuste aus Stahl (Heart of a Champion: The Ray Mancini Story, Fernsehfilm)
- 1986: Fire with Fire – Verbotene Leidenschaft (Fire with Fire)
- 1986: Star Trek IV: Zurück in die Gegenwart (Star Trek IV: The Voyage Home)
- 1987: Eine verhängnisvolle Affäre (Fatal Attraction)
- 1987: Unter Null (Less Than Zero)
- 1988: Memories of Me
- 1988: Der Preis der Gefühle (The Good Mother)
- 1989: Star Trek V: Am Rande des Universums (Star Trek V: The Final Frontier)
- 1989: Wer hat Angst vorm schwarzen Mann? (Do You Know the Muffin Man?, Fernsehfilm)
- 1990: Kein Baby an Bord (Funny About Love)
- 1991: Schatten der Vergangenheit (Dead Again)
- 1991: Mein Weihnachtswunsch (All I Want for Christmas)
- 1992: Stay Tuned
- 1993: Hocus Pocus
- 1994: Holy Days (Holy Matrimony)
- 1994: Star Trek: Treffen der Generationen (Star Trek Generations)
- 1996: Der Rasenmäher-Mann 2 – Beyond Cyberspace (Lawnmower Man 2: Beyond Cyberspace)
- 1996: Ein tierisches Trio – Wieder unterwegs (Homeward Bound II: Lost in San Francisco)
- 1997: Metro – Verhandeln ist reine Nervensache (Metro)
- 1997: Red Corner – Labyrinth ohne Ausweg (Red Corner)
- 1998: Star Trek: Der Aufstand (Star Trek: Insurrection)
- 2001: Save the Last Dance
- 2002: Clockstoppers
- 2002: Like Mike
- 2004: Garfield – Der Film (Garfield: The Movie)
- 2005: Coach Carter
- 2007: 88 Minuten (88 Minutes)
- 2007: Alvin und die Chipmunks – Der Kinofilm (Alvin and the Chipmunks)
- 2009: Begnadete Hände – Die Ben Carson Story (Gifted Hands: The Ben Carson Story, Fernsehfilm)

## Auszeichnungen
Oscar
- 1988: Nominierung für den Besten Schnitt von Eine verhängnisvolle Affäre

British Academy Film Award
- 1989: Auszeichnung für den Besten Schnitt von Eine verhängnisvolle Affäre